# 5diez
##### или 5diez (рус. — «пять диез», англ. — «five diez») — беларуская рок-группа, образованная в городе Витебск в 2001 году, и с 2004 года базирующаяся в Москве.
К настоящему моменту ##### выпустили 5 студийных альбомов, 4 EP, 1 акустический альбом и 1 концертный альбом.

## История
Группа ##### была образована в 2001 году в городе Витебск. В составе из вокалиста Евгения «Женк» Белоусова, барабанщика Григория «Грэг» Карпова, гитаристов Алексея «Вэлош» Федяева и Романа «Рокмэн» Костычука, басиста Егор Бруса и клавишника Константина «Кост-н-кост» Познекова коллектив делал первые демозаписи и давал местные концерты, в том числе на разогреве у групп Rasta, Куклы, Психеи и других.
В 2004 году группа переехала в Москву и выпустила дебютный альбом, В этой жизни меня подводят доброта и порядочность, на лейбле Капкан Records. Работа получила премию Russian Alternative Music Prize в номинации «Альбом года», благодаря чему ##### заключили контракт с телеканалом A-One на выпуск следующих пластинок.
При работе над вторым альбомом в ##### произошла смена басиста — на место Егора Бруса пришёл Виктор «Кренг» Аксарагов. Альбом, получивший название Камикадзе, вышел 27 апреля 2006 года. В его поддержку группа приняла участие в таких крупных российских фестивалях страны как Нашествие, Эммаус и RAMP, и отыграла свой первый масштабный тур, охвативший более 40 городов России, Беларуси и Украины.
К записи третьего альбома в группе вновь произошла смена состава: её покинули электронщик Kost-n-kost и гитарист Рокмэн, на смену последнему пришёл Сергей «P.S.» Полянский. 2 ноября 2007 года на лейбле A-One вышел третий студийный альбом 5diez, Один в поле воин.
18 декабря 2009 года на лейбле СОЮЗ рекордз вышел четвёртый студийный альбом группы, Пандемия, саунд-продюсером которого стал датский звукоинженер Якоб Хансен, известный по работе с Amaranthe, Volbeat, Amatory и другими. Помимо физического издания (компакт-диска), альбом также был доступен для бесплатного скачивания на официальном сайте группы. В поддержку альбома были выпущены 3 сингла и 3 видеоклипа, а группа отправилась в масштабное турне, завершившееся презентацией альбома в московском клубе Б1 Maximum.
1 декабря 2010 года на лейбле СОЮЗ вышел акустический альбом-компиляция Обратная сторона, в поддержку которого группа отыграла ряд концертов-перезнтации в России и Белоруссии.
В 2012 году группу покинули гитарист Алексей «Valosh» Федяев и басист Виктор «Ckrang» Авсарагов, в 2013 году - присоединился гитарист Николай «Касей» Васильев. В 2013 году вышел пятый студийный альбом группы, MMXIII, запись которого была проспонсирована посредством краудфандинга на сайте Planeta.ru.
В 2016 году выпущены синглы и клипы «Песня мести» и «Зависимость». В том же году группу покинул гитарист Николай Васильев.
Весной 2019 года, после долгого молчания, был выпущен 3-трековый EP Спа на крови. На трек «Вольная сущность» выпущен видеоклип. Осенью 2019 года выходит сингл «Такой, как есть», в январе 2020 года — одноимённое lyric video.
В 2020 году вышел сингл «Назло» и EP Новые пророки. В 2021 году на независимом лейбле SPRL были выпущены синглы «ЯМы», «Холивар (feat. Грязь)» и «Этот мир».
4 апреля 2024 года на лейбле SPRL вышел EP Внутреннее возгорание. В поддержку EP группа дала сольные концерты в Москве, Санкт-Петербурге, а также Нижнем Новгороде, Вологде, Владимире и Ярославле.

## Состав группы
Нынешние участники
- Евгений «Женк» Белоусов — вокал (2001 — настоящее время), перкуссия (2001)
- Сергей «P.S.» Полянский — гитара, бэк-вокал, программирование (2007 — настоящее время)
- Валерий «Wally» Юшкевич — бас-гитара (2017 — настоящее время; 2016—2017 как сессионный участник)
- Григорий «Грэгор» Карпов — барабаны, перкуссия (2002 — настоящее время)

Бывшие участники
- Егор «Егр» Брус — бас-гитара (2001—2004)
- Константин «Kost_n_Kost» Познеков — вокал (2001), программирование, бэк-вокал (2001—2006)
- Роман «Rockman» Костычук — гитара, бэк-вокал (2001—2006)
- Алексей «Valosh» Федяев — гитара, бэк-вокал (2001—2012)
- Максим «Лукаш» Лукьянов — барабаны (2001—2002)
- Виктор «Ckrang» Авсарагов — бас-гитара (2004—2012)
- Николай «Касей» Васильев — гитара, бэк-вокал, программирование (2013—2016)
- Станислава «Stacy Bitch» Матвеева — бас-гитара, синтезатор (2014—2016; 2013—2014 как сессионная участница)

## Дискография
| Студийные альбомы - В этой жизни меня подводят доброта и порядочность (2004) - Камикадзе (2006) - Один в поле воин (2007) - Пандемия (2009) - MMXIII (2013) EP - Дождь (2010) - Спа на крови (2019) - Новые пророки (2020) - Внутреннее возгорание (2024) Концертные альбомы - Уйти нельзя остаться (2013) Компиляции - Обратная сторона (2010) | Синглы - Куча мыслей в голове (2005) - Мёртвые тела (2008) - Спрут (2009) - Здесь нет места слабым (2011) - Зависимость (2016) - Песня мести (2016) - Куча мыслей в голове (Remix) (2016) - Такой, как есть (2019) - Дождж (2019) - Назло (2020) - Холивар (feat. Грязь) (2021) - ЯМы (2021) - Этот мир (2021) |

## Видеоклипы
- «Ощути настоящее»
- «2АнгелА»
- «Мёртвые тела»
- «Спрут» (фан-клип)
- «Моя весна»
- «Дождь»
- «Спрут»
- «Здесь нет места слабым»
- «Уйти нельзя остаться»
- «Песня мести»
- «Копы»
- «Вольная сущность»
- «Зависимость»
- «Новые пророки»
- «ЯМы»

## Награды
- 2003 — премия Moscow Alternative Music Awards (MAMA) в категории «Открытие года».
- 2005 — премия Russian Alternative Music Prize (RAMP) в категории «Альбом года» («В этой жизни меня подводят доброта и порядочность»)[5].
- 2007 — премия St. Petersburg Alternative Music Awards (S.P.A.M. Awards) в категории «Лучшая непитерская группа».
- 2008 — номинация на премию Fuzz в категории «Песня года» с треком «2АнгелА»[6][7].
- 2009 — премия Moscow Alternative Music Awards (MAMA) в категории «Лучшая немосковская группа 2008—2009».